# Kaňte, mé slzy, řekl policista
Kaňte, mé slzy, řekl policista (1974, Flow My Tears, the Policeman Said) je sci-fi román amerického spisovatele Philipa K. Dicka. Román obdržel roku 1975 cenu John W. Campbell Memorial. Název románu je odvozen od názvu písně Flow, my tears významného anglického renesančního hudebního skladatele a loutnového virtuosa Johna Dowlanda.

## Obsah románu
Příběh se odehrává roku 1988 ve světě, kde druhá občanská válka v USA mezi radikálním studentským hnutím a konzervativci vedla ke kolapsu demokratických institucí. Ve státě, kde každý špehuje každého a kde jsou drogy veřejným tajemstvím, panuje všemocná policie, která potlačuje menšiny (především černošské obyvatelstvo bylo téměř eliminováno) a bezohledně udržuje klid a pořádek. V čele policie stojí generál Felix Buckman, člověk, který má se svou sestrou Alis v incestním vztahu syna.
Televizní hvězda Jason Taverner, tzv. "šestka". tj. člen elitní třídy geneticky upravených lidí, jehož show sleduje třicet miliónů diváků, se probudí v zapadlém hotelu. Neví, jak se tam dostal a navíc nemá doklady. Protože součástí osobního průkazu je mikročip určující polohu svého nositele, a život bez dokladů se trestá pobytem v táboře nucených prací, uplatí recepčního, aby mu opatřil falešné doklady. Podaří se mu je získat, je však jejich zhotovitelem udán a policie jej zatkne. Nepodaří se jim Jasona identifikovat. Není o něm záznam v matrice a o jeho pořadu nikdo nikdy neslyšel. Buckman jej propustí, protože věří, že se přes něj dostane ke spiknutí "šestek". Jason brzy zjistí, že jej nikdo nezná, ani jeho přátelé ani jeho milenky. Svět kolem něj je stejný jako předtím, pouze on v něm pod svou původní identitou neexistuje.
Jason se setkává s Alys, která si na něho jako jediná pamatuje. Má i jeho desky, které však při spuštění nic neobsahují. Když pak za podivných okolností zemře, obviní Buckman Jasona z její vraždy. Věci se však postupně začínají dávat do pořádku; je nalezena jeho oficiální složka a lidé jej začínají poznávat. Pitva Alis odhalí, že zemřela na užívání drogy, která měnila její vnímání času a prostoru a která jí postupně zničila mozek. Díky této droze však Alys, velký Jasonův fanoušek, dokázala přenést Jasona do paralelního vesmíru. Její smrt pak způsobila jeho návrat do vesmíru vlastního. Buckman se ze smrti své sestry a ze strachu z odhalení jeho incestního vztahu nervově zhroutí. Jason Taverner je všech obvinění zbaven.

## Česká vydání
- Kaňte, mé slzy, řekl policista, Laser, Plzeň 2004, přeložil Viktor Janiš.